# Julius Dirksen
Julius Dirksen (Amersfoort, 2 febbraio 2003) è un calciatore olandese, difensore del Go Ahead Eagles.

## Carriera

### Club
Cresciuto nei settori giovanili di Hoevelaken, Twente, PEC Zwolle e Ajax, il 31 gennaio 2022 viene acquistato dell'Emmen, firmando un contratto annuale con opzione di un altro anno. Il 4 settembre seguente ha esordito in Eredivisie, disputando l'incontro perso per 0-3 contro l'AZ Alkmaar, subentrando al 46' a Jeroen Veldmate.

### Nazionale
Ha rappresentato le nazionali giovanili olandesi.

## Statistiche

### Presenze e reti nei club
Statistiche aggiornate all'8 ottobre 2022.
| Stagione        | Squadra         | Campionato      | Campionato | Campionato | Coppe nazionali | Coppe nazionali | Coppe nazionali | Coppe continentali | Coppe continentali | Coppe continentali | Altre coppe | Altre coppe | Altre coppe | Totale | Totale |
| Stagione        | Squadra         | Comp            | Pres       | Reti       | Comp            | Pres            | Reti            | Comp               | Pres               | Reti               | Comp        | Pres        | Reti        | Pres   | Reti   |
| --------------- | --------------- | --------------- | ---------- | ---------- | --------------- | --------------- | --------------- | ------------------ | ------------------ | ------------------ | ----------- | ----------- | ----------- | ------ | ------ |
| gen.-giu. 2022  | Emmen           | 1D              | 0          | 0          | CO              | 0               | 0               |                    | -                  | -                  | -           | -           | -           | 0      | 0      |
| 2022-2023       | Emmen           | ED              | 25         | 0          | CO              | 3               | 0               | -                  | -                  | -                  | -           | -           | -           | 28     | 0      |
| Totale carriera | Totale carriera | Totale carriera | 25         | 0          |                 | 3               | 0               |                    | -                  | -                  |             | -           | -           | 28     | 0      |

## Palmarès

### Club

#### Competizioni nazionali
- Coppa dei Paesi Bassi: 1

Go Ahead Eagles: 2024-2025